# Ulf Sveding
Ulf Göran Sveding, född 29 juni 1943 i Solna församling, är en svensk pensionerad officer i Flygvapnet.

## Biografi
Sveding inledde sin militära karriär som fänrik vid Södermanlands flygflottilj (F 11) 1965. Han befordrades till löjtnant 1967, till kapten 1972, till major 1976 och till överstelöjtnant 1981. Åren 1981–1992 innehade Sveding olika chefsbefattningar vid Försvarsstaben och Flygstaben. Han befordrades till överste 1992 och till överste av 1:a graden 1997. Åren 1992–1993 var Sveding ställföreträdande sektorflottiljchef och tillika flottiljchef för Upplands flygflottilj (F 16/Se M), 1994–1997 var han flottiljchef för Upplands flygflottilj (F 16), 1997–1998 var han chef för Produktionsavdelningen vid Flygvapenledningen, 1998–2000 blev han sista chef för Mellersta flygkommandot (FK M), 2000–2001 var han chef för Taktikavdelningen vid Flygtaktiska kommandot. Sveding avgick som överste av 1:a graden 2001.